# Конвулсия
Конвулсия е медицинско състояние, при което мускулите на тялото се съкращават и отпускат рязко и многократно, при което се получава неконтролируемо треперене, разтрисане на тялото. Тъй като конвулсиите са често симптом на епилептичен припадък, в някои случаи (по отношение на епилепсията) те могат да се използват взаимозаменяемо. Въпреки това, не при всички епилептични припадъци има конвулсия. Конвулсии могат да се получат и от електрически удар или електрически шок.